# La Palma (Los Santos)
La Palma es un corregimiento del distrito de Las Tablas en la provincia de Los Santos, República de Panamá. En el año 2023 tenía una población de 1,122 habitantes y una densidad poblacional de 115 personas por km².
La Palma de Las Tablas, bella y pujante comunidad que se levanta en las faldas del Cerro Hueco, es impresionante ver la belleza de sus calles y casas montadas sobre alturas que la hacen diferente a muchas comunidades pintorescas de nuestro querido Panamá. La Palma, un poblado muy tradicional y con mucho recelo cuida las costumbres y tradiciones: entre ellas es digno ver las mujeres empolleradas, las fiestas patronales de San Bernardo, las fiestas de San Pedro, las cortas de arroz, juntas de embarre, aniversario de nuestro corregimiento, en todas estas fechas, nuestra gente como palmeños que somos siempre tratamos de realzar nuestras costumbres y tradiciones. En el año 2002 la Unesco en la celebración de los 500 años del Descubrimiento de América, declaró a La Palma el pueblo más pintoresco de la República, por la cantidad de casas de quinchas y tejas.

## Historia del Pueblo
La Palma fue creada como corregimiento  el día 19 de octubre de 1907. desde mucho tiempo ha existido este  caserío, habitado por indígenas radicados  en un lugar conocido como el Cuzco, el mismo se encontraba dentro de la demarcación territorial  del  Distrito de Pocrí, pero por presiones de las autoridades los pobladores decidieron trasladarse a las faldas del Cerro Hueco y en la planicie se apreciaba una palma de coco de considerable altura, la cual era utilizada como punto de distintivo para descansar en las faenas agrícolas sitio este donde queda ubicado la Iglesia hoy en día allí  había una palma gigante y los trabajadores tomaban su sesteo (descanso), por ello decían "vamos para la palma" es de allí donde se origina el nombre del pueblo

## Creencias Religiosas
Su Fiesta Patronal se celebra el 20 de agosto, día de  santo patrón SAN BERNARDO DE CLARAVAL, imagen traída  al  pueblo  por la señora Modesta Meléndez para el año 1938, promesa hecha a la imagen quien le curó de una enfermedad a su hijo.

## Festividades
La Palma es muy famoso por sus carnavales, allí se originó el famoso "TOPÓN", esto se refiere cuando las dos tunas Calle Arriba y Calle Abajo se encuentran frente a frente con sus respectivas Tunas y Soberanas en la esquina del parque y la Plaza de Calle Abajo, por muchos años se realizó en el callejón de la finada Liby Vergara, era allí donde se demostraba el poderío de las tunas en lo que a quema de fuegos se trataba, solamente se topan allí el martes de carnaval y el miércoles de ceniza.
Otra fiesta renombrada es la de la Elevación a la Categoría de Corregimiento que fue el día 19 de octubre de 1907.

## Centro Educativos
La Palma cuenta con una Escuela Primaria y un Instituto completo hasta sexto año con diferentes carreras, ambos centros llevan el nombre del insigne educador Palmeño Carlos Maximino Ballesteros.

## Geografía del Pueblo
El río que transcurre por el corregimiento se denomina El Río Salado, cuyas aguas viajan desde muy lejos hasta pasar por el famoso Vado ubicado en La Palma, camino vía San José, también hay una quebrada que bordea los linderos de la comunidad, la misma es llamada Quebrada Chon, también tenemos la Quebrada María donde existe una toma de agua.

## Barrios del Pueblo
El corregimiento de La Palma está compuestos por una geografía quebrada, factor determinante en la construcción  de las casa y calles de este poblado que con el transcurrir de los años ha sabido ganarse el sitial de reconocimientos como guardián de las tradiciones folclóricas que se han cultivado desde nuestros ancestros; además se destacan barrios que han hecho distinciones de progreso en la comunidad sectorizada, entre ellos están: el barrio de Loma Larga, Villa Elena, Las Cañazas, Taboga, Bella Vista, Pueblo Nuevo, Vista Hermosa, Cerro la Cruz, Las Uvas y el más reciente San Bernardo, los mismos hacen de La Palma un centro de arquitectura colonial con casas y tejados de más de 100 años.

## Ubicación
La Palma está ubicada a solo 10 minutos de la ciudad de Las Tablas, capital de la Provincia de Los Santos, Vía Pedasí. Se puede tomar un transporte en la Piquera ubicada después del Global Bank, los mismos salen cada 40-45 minutos y cobran un Balboa, o si desea puede tomar un taxi con un valor de ocho Balboas.